# Trogoblemma serralis
Trogoblemma serralis är en fjärilsart som beskrevs av Jones 1914. Trogoblemma serralis ingår i släktet Trogoblemma och familjen nattflyn. Inga underarter finns listade i Catalogue of Life.